# Waldfriedhof Solln

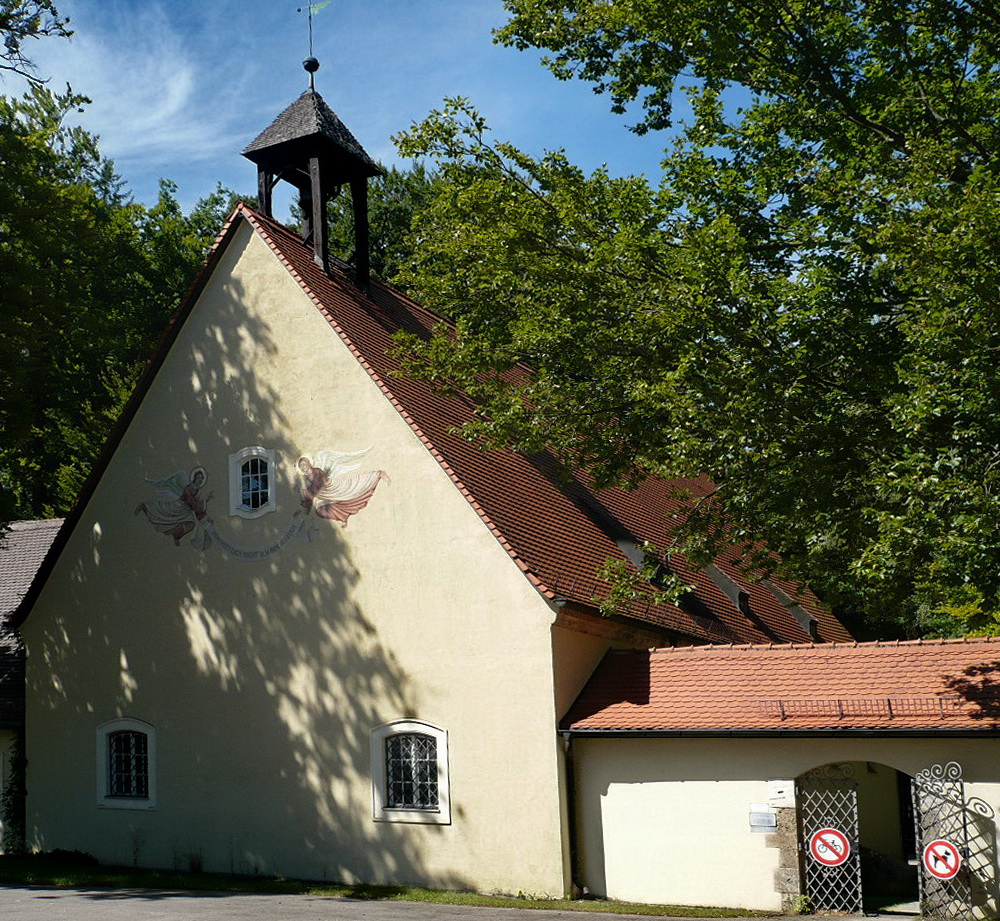
Entrada do cemitério

O Waldfriedhof Solln é um cemitério em Munique no bairro de Solln. Não o confundir com o Waldfriedhof de Munique ou o Cemitério de Solln.

## História

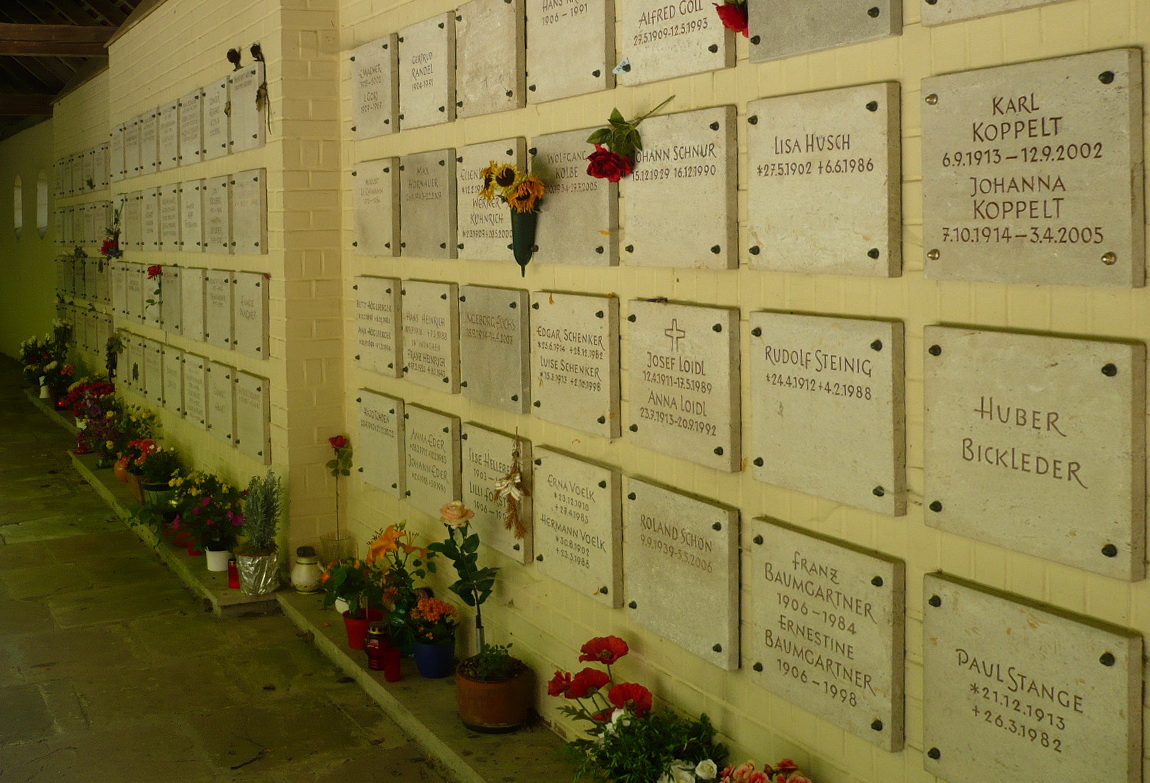
Hall com nichos de urna

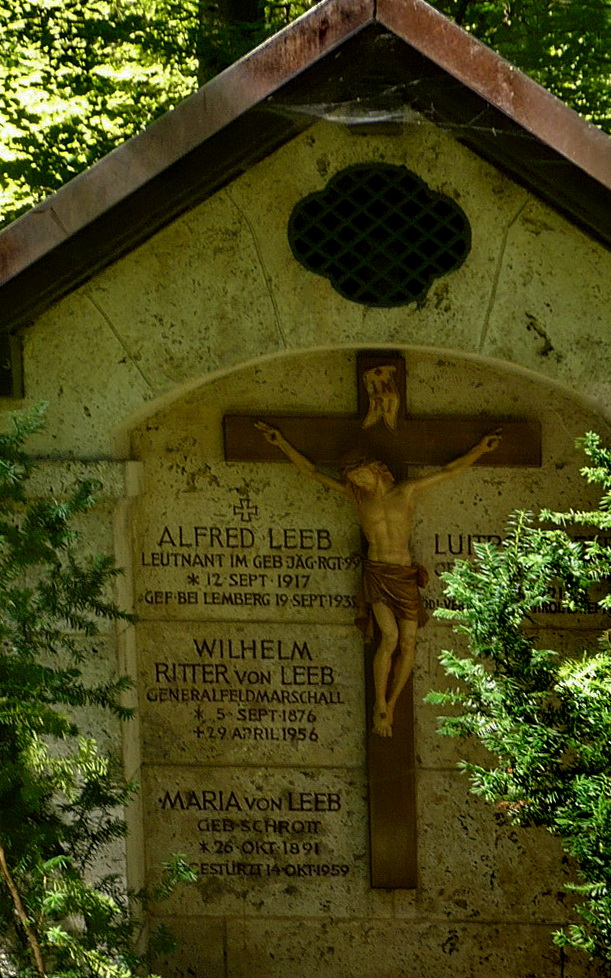
Sepultura de Wilhelm Ritter von Leeb

Foi criado em 1936 de acordo com os planos do arquiteto Bruno Biehler pela comunidade de Solln, no sul de Munique, que logo foi incorporada à capital bávara. A entrada principal fica a meio do lado sul, na Warnbergstrasse 2. O conjunto de edifícios da entrada, constituído por um hall semelhante a uma igreja (com pinturas nas paredes) e instalações auxiliares, está atualmente na lista de monumentos bávaros.
O cemitério e uma antiga alameda de carvalhos na Warnbergstrasse é onde crescem alguns dos mais raros líquens de Munique (Bryoria fuscescens e outros).
O cemitério foi ampliado duas vezes desde então; atualmente cobre quase 7 hectares com cerca de 3 000 sepulturas (sepulturas de família, sepulturas de urna e locais de nicho).

## Alguns sepultamentos notáveis

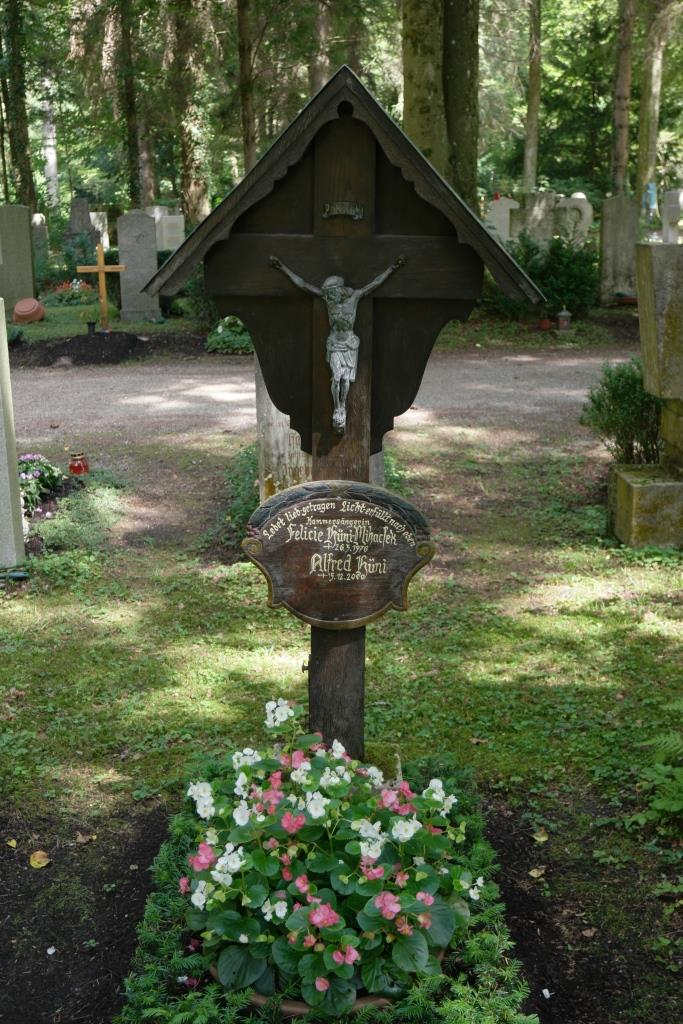
Sepultura de Alfred Hüni e Felicie Hüni-Mihacsek

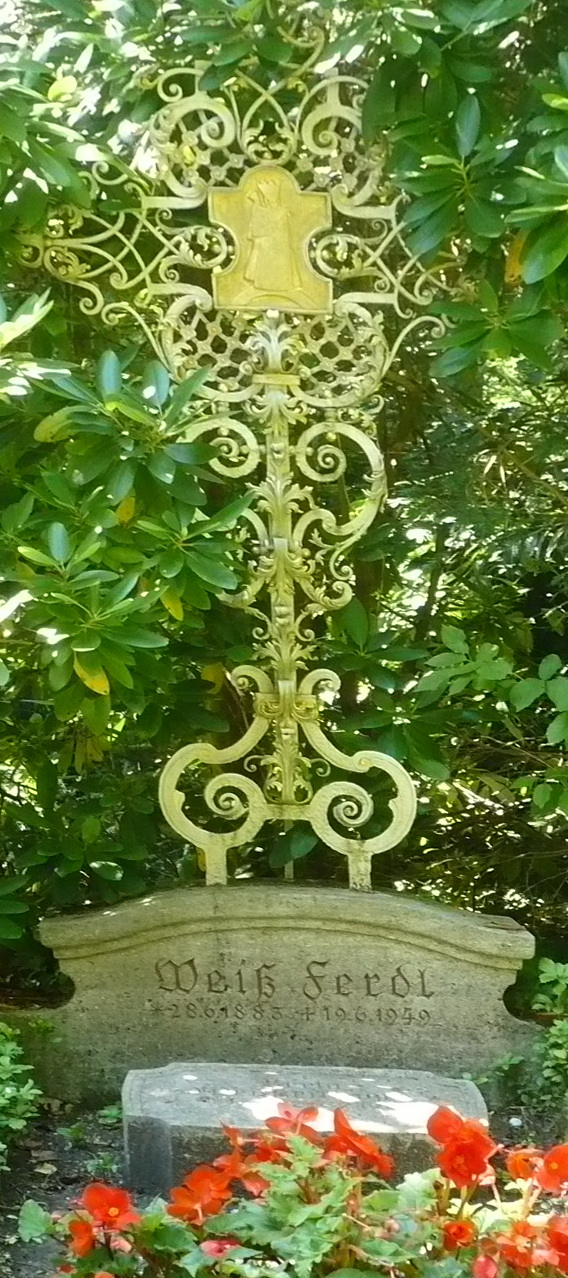
Sepultura de Weiß Ferdl

- Werner Abrolat (1924–1997), ator, sepultura Nr. 28-3-158
- Carl Johann Becker-Gundahl (1856–1925), pintor, professor de ensino superior e membro da Secessão de Munique, sepultura Nr. 41-3-30
- Franz Biebl (1906–2001), compositor
- Josef Blaumeiser (1924–1988), caricaturista, sepultura Nr. 19-W-2
- Vera Brühne (1910–2001), condenada polêmica (mais tarde inocentada) em um caso de duplo homicídio, sepultura Nr. 13-1-102
- Hans Bund (1898–1982) compositor, sepultura Nr. 30-1-16
- Max Caspar (1880–1956), historiador da astronomia, sepultura Nr. 20-1-23
- Hans Cossy (1911–1972), ator, marido de Vera Brühne, sepultura Nr. 13-1-102
- Edgar Dacqué (1878–1945), paleontólogo, sepultura Nr. 7-1-12
- Wilhelm Einsle, correspondente de Karl May, diretor de vários sanatórios psiquiátricos e lares de idosos na Baviera
- Georg Faber (1877–1966), matemático, sepultura Nr. 28-1-107
- Gebhard Fugel (1863–1939), pintor, sepultura Nr. 6-W-22
- Eva-Maria Görgen (1929–1998), cantora, sepultura Nr. 8-2-30a
- Ulrich Grigull, professor de termodinâmica da Universidade Técnica de Munique
- Richard von Hertwig (1850–1937), zoólogo, sepultura Nr. 17-W-1
- Hans Hotter (1909–2003), baixo-barítono
- Alfred Hüni (1925–2000), compositor, cantor, sepultura 8-2-32b
- Felicie Hüni-Mihacsek (1891–1976), soprano, sepultura 8-2-32
- Eugen Kalkschmidt (1874–1962), escritor, sepultura Nr. 13-1-91
- Herbert Kolfhaus (1916–1987), caricaturista, sepultura Nr. 27-3-170
- Wilhelm Ritter von Leeb (1876–1956), marechal de campo na Segunda Guerra Mundial, sepultura Nr. 17-W-2
- Elvira Lange (1949–1995), cantora, sepultura 13-2-11/12
- Franz Letz (1900–1978), arquiteto
- Wilhelm Manchot, químico, catedrático da Universidade Técnica de Munique, sepultura 12-1-28
- Julius Mermagen (1874–1954), pintor e professor de ensino superior
- Georg Maier (1941–2021), fundador da Iberl Bühne
- Beate von Molo (1911–1998), regente, sepultura Nr. 38-2-12
- Conrad von Molo (1906–1997), regente, sepultura Nr. 38-2-12
- Max Rauh (1888–1961), pintor, sepultura Nr. 5-4-24
- Eduard Reimer (1896-1957), primeiro presidente do Deutsches Patent- und Markenamt
- Trutz Rendtorff (1931–2016), teólogo evangélico
- Dietrich von Saucken (1892–1980), general na Segunda Guerra Mundial, sepultura Nr. 17-1-125
- Heinrich Schmitt (1895–1951), ministro da Baviera, sepultura Nr. 21-W-5
- Rolf Schult (1927–2013); ator e dublador
- Edith Schultze-Westrum (1904–1981), atriz e dubladora, sepultura Nr. 16-W-24
- Georg Schwarz (1902–1991), escritor
- Wolfgang Stock (1943–2012), cirurgião plástico, sepultura Nr. 12-1-24
- Franziska Stömmer (1922–2004), atriz
- Hertha Töpper (1924–2020), cantora
- Gottfried Traub (1869–1956), teólogo e político
- Weiß Ferdl (1883–1949), cantora, sepultura Nr. 3-W-3